# FK Pobeda Beloševac
Pobeda Beloševac, serb: Победа Белошевац – serbski klub piłkarski z Beloševaca, utworzony w 1926 roku. Obecnie występuje w Srpska Liga Zapad.